# 적진포 해전
적진포 해전(赤珍浦海戰)은 옥포 해전과 합포 해전이 있은 그 다음날인 1592년 6월 17일(선조 25년 음력 5월 8일)에 발생했다. 전날의 여세를 몰아 조선 수군은 고성의 적진포에 정박 중이던 일본군 함대를 공격하여 모두 11척을 격침시켰다. 이순신의 1차 출정은 적진포 해전으로 마감하고 다시 본영으로 복귀한다. 이때에는 아직 거북선은 전투에 참여하지 않았다.
보통 6월 16일(음력 5월 7일)의 옥포 해전과 합포 해전, 그리고 이 적진포 해전까지 합쳐서 옥포 해전으로 분류하는 경우가 많다.